# Graßmann-Schema
In der algebraischen Geometrie parametrisiert das Graßmann-Schema die {\displaystyle d}-dimensionalen Unterräume des {\displaystyle R^{n}} für beliebige Ringe {\displaystyle R}.

## Definition
Der Graßmann-Funktor
{\displaystyle {\mathcal {G}}(d,n)\colon \left\{{\mathcal {Rings}}\right\}\to \left\{{\mathcal {Sets}}\right\}}
bildet einen Ring {\displaystyle R} auf die Menge der direkten Summanden vom Rang {\displaystyle d} des {\displaystyle R^{n}} ab. 
Das Graßmann-Schema {\displaystyle G(d,n)} ist ein diesen Funktor darstellendes Schema. Es soll also gelten
{\displaystyle {\mathcal {G}}(d,n)(R)=Mor(Spec(R),G(d,n))}
für jeden Ring {\displaystyle R}.
Aus dem Lemma von Yoneda folgt, dass {\displaystyle G(d,n)} eindeutig bestimmt ist. Die unten angegebene Konstruktion zeigt, dass es tatsächlich existiert.

## Konstruktion
Das Graßmann-Schema wird wie folgt konstruiert:
{\displaystyle G(d,n)=Proj(\mathbb {Z} \left[x_{I}\right]/I_{d,n})},
wobei die Indexmenge {\displaystyle I} der Variablen die {\displaystyle \left({\begin{array}{c}n\\d\end{array}}\right)} verschiedenen {\displaystyle d}-elementigen Teilmengen von {\displaystyle \left\{1,\ldots ,n\right\}} durchläuft und {\displaystyle I_{d,n}} das von den Graßmann-Plücker-Relationen erzeugte Ideal ist.
Für {\displaystyle k=\mathbb {R} } (oder allgemeiner {\displaystyle k} einen Körper) ist {\displaystyle G(d,n)(k)} die Menge der abgeschlossenen Punkte der klassischen Graßmann-Varietät.